# Фрае
Фрае е една от 76-те провинции на Тайланд. Столицата ѝ е едноименния град Фрае. Населението на провинцията е 492 561 жители (2000 г. – 48-а по население), а площта 6538,6 кв. км (32-ра по площ). Намира се в часова зона UTC+7. Разделена е на 8 района, които са разделени на 78 общини и 645 села.